# The Soul of the South
The Soul of the South est un film muet américain réalisé par Thomas H. Ince et sorti en 1913.

## Fiche technique
- Réalisation : Thomas H. Ince
- Scénario : William H. Clifford, d'après son histoire
- Date de sortie :  États-Unis : 12 décembre 1913

## Distribution
- Charles Ray : Jim Page
- Hazel Buckham : Betty Adair
- J. Barney Sherry
- William Ehfe
- Charles Edler